# Samefolket
Samefolket är en samisk tidskrift, som har publicerats regelbundet sedan år 1918. Tidningen är en av de äldsta urfolkspublikationerna i världen. 
Samefolket rapporterar främst om kulturella och politiska händelser i det samiska kärnområdet, men med jämna mellanrum även om andra urfolk. Tidningen utges huvudsakligen på svenska och innehåller också enstaka texter på någon av de samiska språkvarieteterna. Samefolket ägs av en stiftelse vars huvudmän är Same Ätnam och Svenska Samernas Riksförbund.  
Samefolket är det enda samiska magasinet för vuxna på svensk sida av Sápmi. Tidningen ges ut på svenska men har också texter på samiska, den kommer ut med sju nummer per år och har publicerats regelbundet sedan det samiska Landsmötet i Östersund 1918. Föregångaren Lapparnes egen tidning gavs ut så tidigt som 1904. 
Enligt stadgarna ska Samefolket vara ett förbindelseorgan mellan olika samiska grupper, sprida kännedom om samiska förhållanden till samhällsorganisationer och allmänhet, vara ett diskussionsforum, införa artiklar på samiska och tjäna som utbildning och undervisning på olika nivåer. Stiftelsebildare är de två största samiska organisationerna Svenska Samernas Riksförbund och Same Ätnam. Samefolket ges ut med stöd av Sametingets kulturnämnd och Statens kulturråd. Tidningen är Svanenmärkt.

## Historik

### Bakgrund
Samernas rätt hade vid 1900-talets början försvagats kraftigt. Under ett halvt sekel stred samiska förkämpar för att bilda den centralorganisation som behövdes mot statligt förtryck. Samerna, som vid den tiden kallades lappar av andra, hade bara sig själva att sätta sin tilltro till. Det var vid denna tid som Torkel Tomasson startade Lapparnes egen tidning, föregångaren till tidningen Samefolket. Den fungerade som språkrör för den första samiska centralorganisationen, Lapparnes centralförbund. Tidskriften var ett förbindelseorgan mellan olika grupper och en viktig del av motståndsrörelsen. Genom tidningen försökte Tomasson få samerna att komma till insikt om att de måste hålla ihop och organisera sig. De tryckta sidorna spred kunskap om samiska förhållanden.
Elsa Laula, som i framtiden skulle uppmärksammas stort, fanns också med bland de aktiva. Hennes skrift Inför Lif eller död från 1904 inspirerade till tidningen. 
Efter att ha utkommit med fem nummer, lades tidningen ned 1905, troligen på grund av bristande intresse från den tilltänkta samiska läsekretsens sida.

### Samefolket startas 1918
År 1918 lyckades Torkel Tomasson uppbåda ekonomiska förutsättningar för ett nytt tidningsprojekt, nu under namnet Samefolkets egen tidning. Trots många ekonomiska svårigheter har den överlevt. Sedan 1961 heter tidningen Samefolket.
Upplagan började räknas året därefter, 1919, och därför firade Samefolket sitt hundraårsjubileum 2019. 
Samefolket blev månadstidning 1958.
1961 döptes tidskriften om till Samefolket och fick den logotyp som den fortfarande har.

## Innehåll
En del ämnen återkommer genom tiderna, som äganderätt, rovdjur och marker som krymper. Likaså konventioner, lagar och byråkrati kopplad till renskötsel, jakt och fiske. Tidningssidorna visar den samiska sidan av saken och förslag på alternativ. Förslag som omvärlden ofta inte öppnat dörren för.  

## 100-årsjubileum
År 2019 firade tidningen Samefolket hundra år av regelbunden utgivning. Före Samefolkets tillkomst saknades en egen röst för samerna. Samefolket har givits ut under en längre tid än någon samisk tidning i Norge, Finland eller Ryssland.
I samband med 100-årsjubileet utgavs en jubileumsbok om tidningens - liksom samernas - historia, redigerad av  Victoria Harnesk och Åsa Lindstrand. I boken finns tillbakablickar på tidningens historia, men också nya texter av bland andra Linnea Axelsson, och porträtt av Stefan Mikaelsson, Ann Helen Laestadius och Anders Sunna.

## Chefredaktörer
Lapparnes Egen Tidning
- Torkel Tomasson 1904–1905

Samefolkets Egen Tidning/Samefolket
- Torkel Tomasson 1918–1940
- Gustav Park 1940–1960
- Israel Ruong 1960-1973
- Olle Andersson 1974–1978
- Pål Doj 1978–1983
- Olle Andersson 1983–1996
- Gustaf Jillker 1996–2003
- Katarina Hällgren 2003–2015
- Åsa Lindstrand 2015

## Ordföranden Stiftelsen Samefolket
- 1971–1980 Per Mikael Utsi
- 1980–1986 Inez Svonni Fjällström
- 1987–1992 Erik-Anders Niia
- 1993–2000 Jon-Paul Persson
- 2000–2001 Helge Sunna
- 2002–2002 Nils Gustav Labba
- 2002–2005 Lena Nordlund
- 2006–2009 Stefan Mikaelsson
- 2009–2010 Erika Unnes
- 2011– Victoria Harnesk